# Adolfo Chuiman
Adolfo Chuima Vargas (Lima, 18 de octubre de 1946), más conocido como Adolfo Chuiman, es un actor cómico y de fotonovela y profesor de actuación peruano que ha destacado por sus papeles estelares cómicos, siendo Renato Reyes en la teleserie peruana Mil oficios y Peter McKay en Al fondo hay sitio.

## Biografía
Adolfo Chuiman nació en la ciudad de Lima, el 18 de octubre de 1946. Creció en el distrito de Breña, y posteriormente se reside en la ciudad del Callao. Fue hijo de José Chuima y de Celinda Vargas. Chuiman realizó sus estudios primarios en el Colegio Nuestra Señora de los Desamparados, y los secundarios en el Centro Educativo Nazarenas. Es el penúltimo de 9 hermanos. En 1968, contrajo matrimonio con Gladys Santa Cruz y tiene 2 hijos, siendo Carla y Giancarlo Chuima Santa Cruz.
Realizó sus estudios superiores en la Universidad Inca Garcilaso de la Vega. A los 22 años, ingresa al teatro de la Universidad Nacional Mayor de San Marcos y luego al Instituto Nacional Superior de Arte Dramático (INSAC). A la par, participó en muchas obras teatrales clásicas de Pirandello, Brecht, Lorca, etc. Las temporadas de sus obras teatrales duran entre 6 y 9 meses.
Chuiman pasa luego a la televisión: Lo primero que hace es un fragmento de la obra de teatro universal: Bodas de sangre, con Elvira Travesí, Gloria María Ureta y Liz Ureta. Además, participa en Ciclo de teatro universal para la televisión, y en Tradiciones Peruanas de Ricardo Palma con la cual hace alrededor de 37 ediciones de programas. 
Tras estar en un par de programas como Familia y otros con «Pepe» Vilar, Chuiman estelariza el programa cómico de los años ochenta Risas y salsa de Panamericana Televisión. En el sketch El pícaro  personifica a Manolo «Papá», un joven embaucador que con la ayuda de «Machucao» (Elmer Alfaro) busca salirse con la suya en diversos planes ilícitos, participando en múltiples situaciones cómicas. Otro sketch de Chuiman es «el Novio», en el que interpreta a Avelino, el novio enamorado de Carmencita (Aurora Aranda), cuyo padre (Álex Valle) lo detesta, y cada episodio siempre termina en que él u otras personas le pegan a Avelino y él implora que no le peguen en la cara, diciendo: «¡En la cara no! ¡En la cara no! ¡Es mi herramienta de trabajo!». Otros sketchs suyos son «El microbusero» y «el guachimán Pacheco». También son populares los sketchs musicales donde imita a músicos famosos.
Paralelamente al programa cómico, obtiene en 1987 el programa propio: ¿Quién soy yo?, papá, un spin-off de Risas y salsa. Seguidamente, debuta en el cine con la película Fantasías dirigida por Efraín Aguilar en la que interpreta a un repartidor de películas.
Luego de estar 13 años en Risas y salsa, Chuiman firmó un buen contrato con América Televisión junto con otros compañeros de dicho programa para formar parte del elenco principal de El enchufe. El programa duró poco tiempo por baja audiencia y posteriormente regresa a su anterior programa cómico de Panamericana Televisión sin imaginar que sería la última etapa de aquel espacio humorístico.
En 1992, terminado Risas y salsa, actuó más adelante en la telenovela La noche de Lucho Llosa. También, incursionó en el café-teatro, y como cantante de salsa junto a la orquesta Somos Música del Callao. Es conocido su tema «Yo no me llamo Javier» de Los Toreros Muertos a la cual la hizo en versión salsa y es un éxito en las radios locales de esos años, permitiéndole viajar al extranjero para presentarse a las colonias peruanas. Otro de sus hits fue el merengue «El peluchón».
Chuiman posteriormente protagoniza la serie Taxista ra ra junto a Aurora Aranda, Gloria Klein y Laura Reyes.
De 2001 a 2004, protagonizó la serie Mil oficios interpretando a Renato Reyes.
De 2006 a 2008, laboró en la serie Así es la vida en el papel de Roberto Sánchez (alias «don Gato») y en 2009, empezó a laborar en la serie Al fondo hay sitio en el papel del fiel mayordomo Rodolfo Rojas Neyra (alias «Peter McKay»). Finaliza su participación en la serie en 2016.
En 2010 realizó la revista musical Esto se pone bueno, producido por Efraín Aguilar y que contó como invitado al actor cómico Rodolfo Carrión ‘Felpudini’.
De 2017 a 2021, formó parte del elenco principal de la serie De vuelta al barrio, interpretando a Benigno Bravo y tras el final de la trama, al año siguiente participa en la segunda etapa de la serie Al fondo hay sitio, repitiendo su papel de Peter McKay.

## Participación en la política
Adolfo Chuiman decide incursionar en el ámbito político cuando en las elecciones generales del año 2000, decide unirse al Frente Popular Agrícola del Perú (FREPAP) de Ezequiel Ataucusi y postuló al Congreso de la República con el número 15 de la lista parlamentaria, sin embargo pese a obtener una alta votación de 11,132 votos, Chuiman no logró ser electo congresista debido a los cuestionamientos de fraude por parte del fujimontesinismo.
En las elecciones municipales del año 2010, se afilió al partido Alianza para el Progreso de César Acuña y se presentó como candidato a teniente alcalde (primer regidor) en la lista para el distrito de Punta Negra. Debido a una consulta de revocatoria para el concejo municipal de dicha comuna, en 2012 deja el cargo.

## Filmografía

### Televisión

#### Series y telenovelas
- Ciclo de teatro universal
- Tradiciones peruanas
- Familia
- Teatro como en el teatro (1975–1979) como varios roles.
- Risas y salsa (1980–1992; 1997–1999) como él mismo (Actor cómico), «El cobrador» Avelino, «Papá» Manolo, «Macho fuerte», «Hulk Hogan» y varios roles.
- El pícaro (como ¿Quién soy yo? papá) (1987–1988) como «Papá» Manolo.
- Fantástico como él mismo (Invitado).
- El enchufe (1993–1994) como él mismo (Actor cómico) y varios roles.
- La noche (1996) como Raymundo.
- Risas de América como él mismo (Actor cómico) y varios roles.
- Dr. Jeringa como él mismo (Director colaborador).
- Taxista, ra ra (1998–1999) como Raúl Ramírez.
- Mil oficios (2001–2004) como Renato Reyes / «El rey del recurseo» / «El mil oficios» (Protagonista, también productor y director).
- Esposos pero tramposos (2005)
- Así es la vida (2006–2008) como Roberto Sánchez / «don Gato» / «Narizón».
- Risas y salsa: El documental (2006) como él mismo.
- Las locas aventuras de Jerry y Marce (2009) como Roberto Sánchez.
- Al fondo hay sitio (2009–2016; 2022–2024) como Rodolfo Rojas Neyra / «Peter McKay» / «el Sheriff del Barrio» / «Pixiris» / «Octavio».
- Risas y salsa: Nueva generación (2011) como Él mismo (Invitado).
- De vuelta al barrio (2017–2021) como Don Benigno «Beni» Arturo Bravo Ayala / «Bernarda» y Peter McKay (Participación especial).
- Al fondo hay sitio: El especial (2022) como Peter McKay (Él mismo).

#### Programas
- Premios Luces 2009 (Edición especial) (2009) como invitado.
- Premios Luces 2010 (Edición especial) (2010) como invitado.
- Premios Luces 2013 (Edición especial) (2013) como invitado.
- América espectáculos (2020; 2022) como invitado.
- La banda del Chino (2020; 2021) como invitado.
- Estás en todas (2022) como invitado.

### Cine
- Fantasías (1987) como Repartidor de películas.
- Un marciano llamado deseo (2003) como «el Maestro».
- ¿Quien soy yo? (2017)

### Vídeos musicales
- Al fondo hay sitio (2009) (De Tommy Portugal) como Peter McKay.
- Al fondo hay sitio (2016) (De Tommy Portugal) como Peter McKay.

### Spots publicitarios
- DirecTV (2019) como él mismo.
- Entel (2022) como él mismo y Renato Reyes.

## Teatro
- Bodas de sangre
- Al fondo hay sitio (2010–2012) como Peter McKay.

#### Agrupaciones teatrales
- Grupo Histrión

## Discografía

### Agrupaciones musicales
- Somos Música del Callao

### Temas musicales
- «Yo no me llamo Javier»
- «Yo no me llamo Javier (Versión salsa)»
- «El peluchón»

## Premios y nominaciones
A fines de 2010, Adolfo Chuiman, junto a otros 49 artistas peruanos, es distinguido por su trayectoria artística con la Medalla de Lima en una ceremonia organizada por la Municipalidad de Lima.
En 2011, el diario El Comercio lo nomina por su personaje de Peter McKay como «El más querido por grandes y chicos, no sólo por su gran carisma, sino por ser fiel y romántico» en su edición especial de los personajes más populares de las ficciones peruanas.
| Año  | Premio                       | Categoría                             | Trabajo            | Resultado   | Ref.   |
| ---- | ---------------------------- | ------------------------------------- | ------------------ | ----------- | ------ |
| 2005 | Premios Luces de El Comercio | Rostro masculino más popular de la TV | Él mismo           | Desconocido | [ 17 ] |
| 2005 | Premios Luces de El Comercio | Mejor Actor Cómico                    | Él mismo           | Desconocido | [ 17 ] |
| 2009 | Premios Luces de El Comercio | Mejor Actor de TV                     | Al fondo hay sitio | Ganador     |        |
| 2010 | Premios Luces de El Comercio | Mejor Actor de TV                     | Al fondo hay sitio | Ganador     | [ 18 ] |
| 2013 | Premios Luces de El Comercio | Mejor Actor de TV                     | Al fondo hay sitio | Ganador     |        |
| 2014 | Premios Luces de El Comercio | Mejor Actor de TV                     | Al fondo hay sitio | Ganador     | [ 19 ] |